# Alfonso Emilio Sánchez
Alfonso Emilio Sánchez Castillo (sinh ngày 16 tháng 6 năm 1994) là một cầu thủ bóng đá người México hiện tại thi đấu cho Alebrijes de Oaxaca theo dạng cho mượn từ Club América.